# Lhermitte-Zeichen
Das Lhermitte-Zeichen (auch Lhermittsches Phänomen – nach Jean Lhermitte (1877–1959), frz. Neurologe und Psychiater) ist ein klinisches Zeichen, das in der neurologischen Untersuchung eine Rolle spielt, aber von den Betroffenen auch spontan bei Alltagsbewegungen mit mehr oder minder starker Beugung des Nackens wahrgenommen werden kann.
Das Zeichen wird geprüft, indem der Arzt den Kopf des Patienten passiv nach vorn (mit dem Kinn auf die Brust) bewegt. Das Zeichen liegt dann vor, wenn der Untersuchte ein unangenehmes bis schmerzhaftes, oft als elektrisierend geschildertes Gefühl in Armen, Rumpf oder Beinen verspürt, das im typischen Falle vom Nacken her dorthin ausstrahlt. Es ist nicht zu verwechseln mit dem Meningismus, der durch eine meist hochgradig schmerzhafte Nackensteifigkeit charakterisiert ist.
Das Lhermitte-Zeichen kommt zustande durch die Dehnung der – im Gegensatz zu den Nervenbahnen des Rückenmarks – schmerzempfindlichen Rückenmarkshäute im Bereich der Wirbelsäule. Es wird oft bei der Multiplen Sklerose gefunden, kann aber bei einer Vielzahl anderer Krankheiten auftreten, die mit Entzündungsherden im Rückenmark einhergehen. Des Weiteren kommen beispielsweise Tumoren, eine fortgeschrittene Arthrose der Wirbel, eine Myelopathie nach Bestrahlung sowie Vitamin-B12-Mangel als Ursache in Frage.